# Täfteån

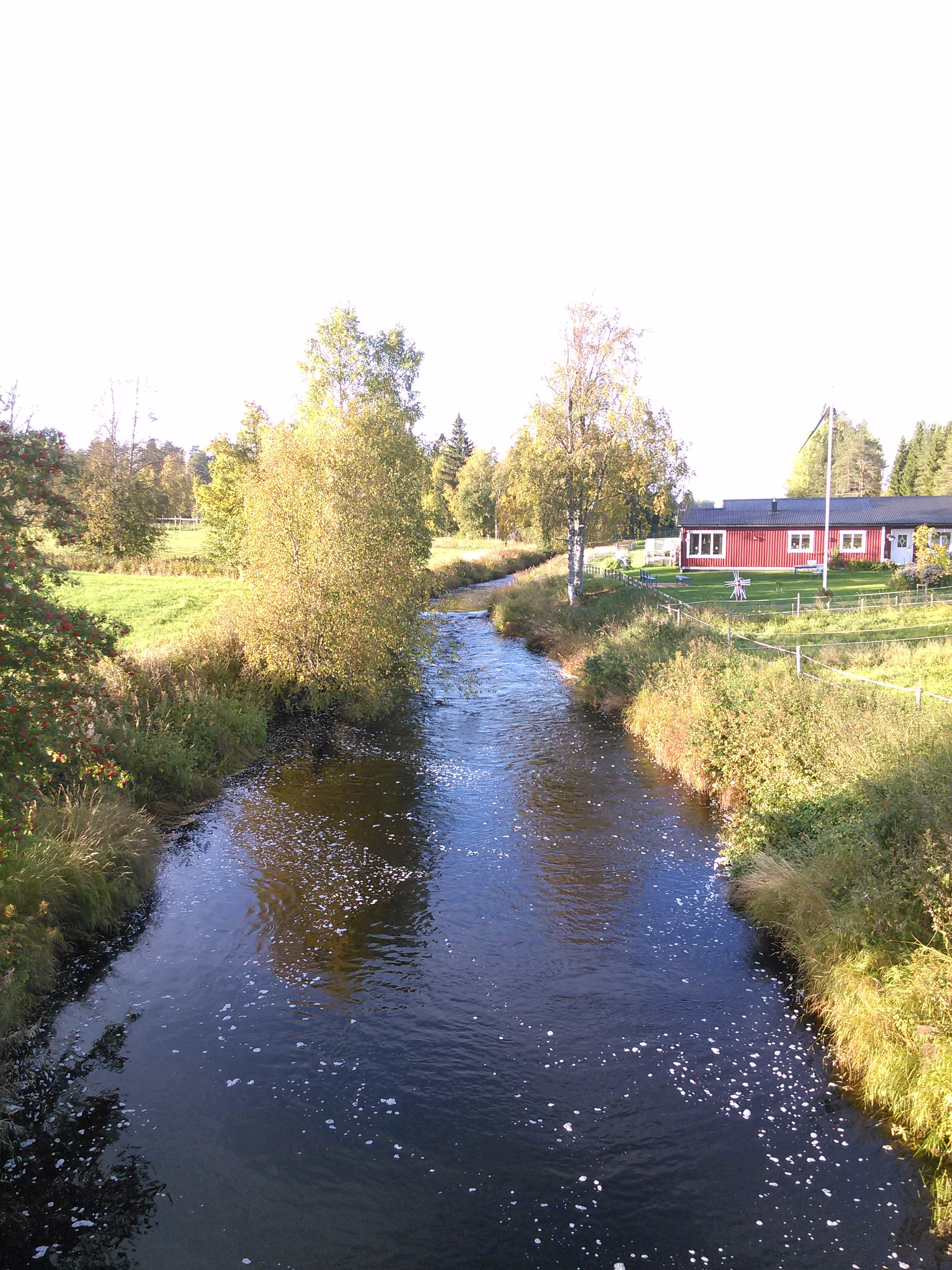
Täfteån i Tväråmark.

Täfteån är en liten skogså i södra Västerbotten, Umeå kommun, som är cirka 41 km lång. Flodområdet är ca 150 km². Täfteån kommer från Täfteträsket 140 m ö.h. och mynnar i Täftefjärden strax söder om tätorten Täfteå. I ådalen ligger även byarna Bodbyn och Tväråmark.
Näst efter Täftesträsket är Bäcksjön,  Täftebölesjön och Kroksjön de största sjöarna i flodområdet. Största källflödet är Kroksjöbäcken från Kroksjön. Största biflödet är Hjoggmarksbäcken från Bäcksjön, som ansluter sig till Täfteån via Täftebölesjön.

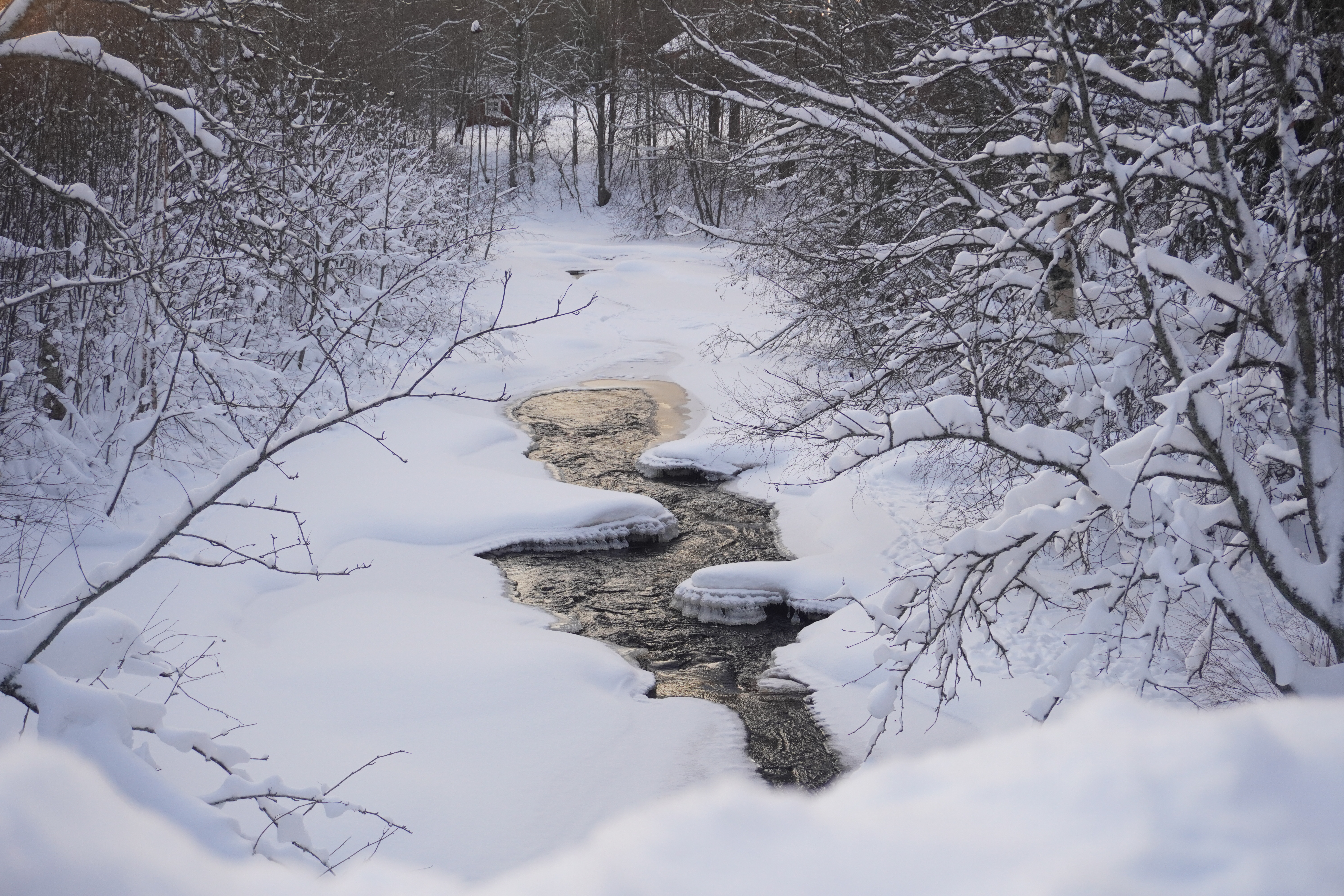
Täfteån under vintertid